# Ferdinand Bauer
Ferdinand Lucas Bauer (Hietzing (Wenen), 17 maart 1760 – Feldsberg (toen nog Oostenrijk), 20 januari 1826) was een Oostenrijkse botanische en zoölogische illustrator.
Zijn vader Lucas was de hofschilder van prins Jozef Wenceslaus van Liechtenstein. Ook zijn broers Franz en Joseph werden kunstenaar. Bauer tekende en schilderde met wetenschappelijke precisie. Hij had een speciaal kleurencodeersysteem ontwikkeld waarbij elke kleur een nummer kreeg waardoor hij zijn schetsen later kon uitwerken tot volwaardige tekeningen en schilderijen.
In 1784 kwam hij in dienst van John Sibthorp, hoogleraar in de botanie aan de Universiteit van Oxford. Deze nam hem mee op een expeditie naar Italië, Griekenland, Cyprus, Kreta en andere delen van het oostelijke Middellandse Zeegebied. Op deze reis maakte hij vele schetsen van planten en dieren die hij perfectioneerde in meer dan 1500 tekeningen bij terugkomst in Oxford. Deze tekeningen werden gepubliceerd in zijn Flora Graeca.
De botanicus Joseph Banks beval Bauer aan bij de botanicus Robert Brown en Matthew Flinders. Bauer maakte deel uit van de expeditie (1801 – 1803) van Matthew Flinders op het schip de Investigator. Tijdens tussenstops tijdens deze expeditie tekende hij vele vogels en andere dieren die door de bemanning werden gedood. Uiteindelijk kwamen ze in West-Australië aan land. In Australië tekende Bauer vele planten en dieren waaronder de koala, de skink Egernia kingii, de kangoeroe Petrogale lateralis en de buideldas Perameles bougainville. Ook bracht hij van 1804-1805 acht maanden door op Norfolk waar hij een groot aantal tekeningen van planten maakte. Zijn tekeningen uit Australië publiceerde hij in 1813 in zijn flora Illustrationes Florae novae Hollandiae.
In 1997 bracht een verzameling van zijn tekeningen 125.000 Amerikaanse dollar op. Zijn werk is onder andere te bewonderen in het Natural History Museum in Londen en het Naturhistorisches Museum Wien in Wenen.
Er is een aantal planten naar hem vernoemd waaronder de uitgestorven Solanum bauerianum, Rhopalostylis baueri (Engels: Norfolk Island Palm) en het geslacht Bauera.